# دهستان سرکل
دهستان سرکل نام دهستانی در بخش مرکزی شهرستان مریوان، استان کردستان در ایران است. براساس سرشماری مرکز آمار ایران در سال ۱۳۸۵، جمعیت آن ۲۲۷۴۵ نفر (۵۱۸۹ خانوار) بوده‌است.